# Jardins Proibidos
Jardins Proibidos é uma telenovela portuguesa transmitida pela TVI entre 8 de Abril de 2000 e 28 de Fevereiro de 2001. É da autoria de Manuel Arouca e Tomás Múrias, com 157 episódios. Inicialmente programada para ser transmitida apenas aos fins-de-semana, devido ao grande sucesso, passou a ser transmitida diariamente. Foi a novela responsável pela queda da hegemonia das novelas brasileiras em Portugal. 
Foi reposta nas madrugadas da TVI entre 2 de Janeiro e 9 Março de 2012, num compacto de 61 episódios. Regressou novamente ao ecrã a 27 de Abril de 2013, no canal TVI Ficção. A partir de 26 de Outubro de 2024, voltará a ser reposta nas madrugadas da TVI.
Foi a primeira telenovela portuguesa que teve uma sequela, 14 anos depois: Jardins Proibidos (2014).
No dia 23 de junho de 2023, todos os episódios da novela passaram a estar disponíveis na plataforma de streaming da TVI, o TVI Player, com os seus 157 episódios de produção.

## Sinopse
Azeitão, 1985: Emília Ávila (Lurdes Norberto), uma matriarca de pulso de ferro, vê-se confrontada com a paixão da sua filha Clara Ávila (Nuria Madruga / Ana Nave) por um dos seus trabalhadores, Lourenço (Pedro Penim / Almeno Gonçalves). A paixão de Clara e Lourenço foi interrompida pela dura e decidida Emília, que despede o trabalhador sem que este saiba da gravidez de Clara. Pressionada pela mãe, Clara fica escondida na quinta, onde tem a criança e, quando esta nasce, comunicam-lhe que morreu. Emília mentiu-lhe e mandou o seu motorista, Xavier (Luís Alberto), entregar a criança a uma instituição de caridade. Xavier, sem Emília saber, acaba por registar a criança na sua terra, como se fosse filha do seu filho Fernando, falecido na guerra. Clara acaba por casar com Jaime (Sérgio Silva), vivendo o drama de não poder ter filhos, e Lourenço volta da Suíça, para onde tinha ido refazer a sua vida, viúvo e com dois filhos. 
Lisboa, 2000: A protagonista desta história é então Teresa (Vera Kolodzig), uma jovem exemplar de 15 anos. É a menina dos olhos dos “avós” Nazaré (Manuela Cassola) e Xavier, com quem vive. Estes têm uma pequena mercearia de bairro, famosa pelos seus queijos de Azeitão. Com a morte da “avó”, Teresa fica a saber que há um segredo na família. Afinal, ela é adoptada e os seus verdadeiros pais poderão ainda estar vivos. Esta revelação confunde Teresa, que põe como prioridade na sua vida a descoberta dos pais. A busca de Teresa vai agitar e desestabilizar os núcleos familiares dos seus verdadeiros pais...

## Elenco
- Vera Kolodzig - Teresa Santos Ávila (Protagonista)
- Lurdes Norberto - Emília Ávila (Antagonista)
- Ana Nave - Clara Ávila Dinis (Protagonista)
- Almeno Gonçalves - Lourenço Miranda (Protagonista)
- Pedro Granger - Vasco Ávila Ramos (Protagonista)
- Luís Alberto - Xavier Santos
- Irene Cruz - Maria dos Anjos
- Suzana Borges - Mafalda Ávila Ramos
- Sérgio Silva - Jaime Dinis
- Rosa Castro André - Rosa Figueiredo
- Fernanda Serrano - Alexandra Alves (Xana)
- Maria João Abreu (†) - Anabela
- José Raposo - Vicente Morais
- Rita Salema - Júlia (Ju) Magalhães
- Lídia Franco - Virgínia Gomes
- Dalila Carmo - São T. da Silva
- Maria Henrique - Hortense
- Manuela Cassola (†) - Nazaré Santos
- José Neves - André Cruz
- Nuno Homem de Sá - José Manuel Guedes
- Carlos Rodrigues (†) - Graxas
- Maria d'Aires - Mariana
- Lourdes Lima - Amélia

Participação Especial:
- João Maria Tudela (†) - Padre Branco
- Carlos César (†) - Zé dos Queijos

Elenco Infantil:
- Diogo Valssassina - Artur Miranda
- Daniela Ruah - Sara
- David Personne - Paulo Morais
- João Portela - Tó Gordo
- Laura Marie - Vanessa Miranda
- Luís Simões - Tiago T. da Silva
- Márcio Ferreira - Ricardo (Ricky)
- Maya Booth - Helena (Lena) Gomes
- Teresa Tavares - Sofia Rosa

Elenco 1985:
- Nuria Madruga - Clara Ávila Dinis
- Pedro Penim - Lourenço Miranda

Elenco Adicional:
- Cláudio Ramos - Silva
- Francisco Maia Nunes - António Ramos
- Gonçalo Neto - Soneca
- Isabel Simões - Adelina
- João Arouca - Domingos
- Joaquim Nicolau - Raul Figueiredo
- Jorge Silva - João Ramos
- José Boavida (†) - Fernando
- José Eduardo - Pedro Alves
- Lucinda Loureiro - Rosália
- Manuel Castro e Silva - Tomé
- Manuela Marle - Zezinha
- Marcantónio Del Carlo - Rui Gomes
- Maria da Paz - Empregada de São
- Miguel Gouveia - Akinator (Tó Zé)
- Pedro Górgia - Chico Pastor
- Pedro Ramalho - Aracnídeo
- Sara Moniz - Raquel
- Sílvia Rizzo - Pilar
- Sónia Aragão - Sónia

## Curiosidades
- Inicialmente pensada como uma minissérie de fim-de-semana, com o sucesso que teve, foi sucessivamente alargada, passando a ser considerada uma novela e não uma minissérie.
- Chegou aos 18% de audiência e quase 50% de share, sendo um grande sucesso de audiências e popularidade.[3] Tendo episódios que chegaram a 21,9% e 26,5% de audiência e 49,5% e 63,8% de share, respetivamente.[4]
- É a primeira novela a ter uma sequela no canal, e também a primeira sequela da televisão portuguesa, Jardins Proibidos (2014).